# Sandra Paños
Sandra Paños García-Villamil (Alicante, 1992. november 4. –) spanyol női válogatott labdarúgó. A Barcelona kapusa.

## Pályafutása
Gyermekkorában szülővárosában, Alicantéban karate edzésekre járt, majd a foci iránt kezdett érdeklődni, ahol legtöbbször kapus poszton játszott. A város női csapatához 13 évesen került és mindegyik korosztályban képviseltette magát a Sporting Plaza de Argelnél.
2010-ben az első osztályú Levante gárdájánál öt szezont töltött.
Nagy reményekkel igazolt az előző években négy bajnokságot behúzó Barcelonához 2015-ben, azonban a blaugranák sikerszériája megszakadt a 2015–16-os idényben. Az ezüstös évek alatt csapatával együtt nagy mértékben erősödtek képességei, melynek köszönhetően Bajnokok Ligája döntőt játszhatott, a válogatottban pedig első számú kapussá lépett elő.

### A válogatottban
Az U17-es válogatottal Európa-bajnoki ezüstérmet szerzett 2009-ben. 2012. február 15-én Ausztria ellen mutatkozott be a felnőtt csapatban. Részt vett a 2017-es Európa-bajnokságon, a 2015-ös és a 2019-es világbajnokságon.

## Sikerei

### Klubcsapatokban
Spanyol bajnok (5):
- Barcelona (5): 2019–20, 2020–21, 2021–22, 2022–23, 2023–24

 Spanyol kupagyőztes (6):
- Barcelona (6): 2017, 2018, 2019–20, 2020–21, 2021–22, 2023–24

 Spanyol szuperkupa-győztes (4):
- Barcelona (4): 2019–20, 2021–22, 2022–23, 2023–24

 Copa Catalunya győztes (4):
- Barcelona (4): 2016, 2017, 2018, 2019

Bajnokok Ligája győztes (3):
- Barcelona (3): 2020–21, 2022–23, 2023–24

Bajnokok Ligája döntős (2):
- Barcelona (2): 2018–19, 2021–22

### A válogatottban
Spanyolország
- Algarve-kupa győztes: 2017
- Ciprus-kupa győztes (1): 2018
- SheBelieves-kupa ezüstérmes (1): 2020[3]